# Rubens Oestroem
Rubens Oestroem (Blumenau, Santa Catarina, 1953) é um artista plástico brasileiro. É escultor, gravador e professor, além de pintor.
Residiu por muito tempo na Alemanha, concluindo mestrado em pintura e litografia na Escola Superior de Artes de Berlim.

## Exposições[1]
- 1973 - Blumenau - Individual, no Teatro Carlos Gomes
- 1974 - Blumenau  - Individual, na Fundação Universidade Regionalde Blumenau
- 1979 - Florianópolis  - Individual, no Museu de Arte de Santa Catarina
- 1982 - Berlim (Alemanha) - Individual, na Quergalerie der HDK
- 1983 - Berlim  - Individual, na Galerie Artwork
- 1985 - Berlim  - Individual, na Galerie Artwork
- 1985 - Berlim  - Individual Waschsende Farbrhythmen, na Galerie Pfeifenberger
- 1986 - Berlim  - Individual Pintura Mural, na Naunynstrasse 65
- 1986 - Florianópolis- Individual, no Masc
- 1986 - Joinville SC - Individual, no Museu de Arte de Joinville
- 1991 - Porto Alegre - Individual, na Itaugaleria
- 1992 - Florianópolis - Ar Mar Pintura, na Grande Galeria CIC
- 1992 - Florianópolis - Individual, na Fundação Prometheus Libertus
- 1993 - São Paulo - Rubens Oestroem: pinturas, na Galeria Sesc Paulista
- 1995 - Buenos Aires (Argentina) - A Ilha em Buenos Aires, no Palais de Glace
- 1995 - Florianópolis - Estruturas e Texturas, na Galeria da UFSC